# Distrikt Lira
Lira ist ein Distrikt (district) in Nord-Uganda mit 403.100 Einwohnern. Wie fast alle Distrikte von Uganda ist er nach seinem Hauptort Lira benannt. Die vorherrschende Ethnie sind die Langi.

## Geschichte
Lange Zeit blieb der Distrikt von den Rebellen der Lord’s Resistance Army (LRA) verschont. Diese verwüsteten lediglich die Nördlichen Distrikte Kitgum und Pader. Ab 2002 kam es zu einer großen Bevölkerungsvertreibung innerhalb des Distriktes.

## Bevölkerung
2012 wurde die Bevölkerung von Lira von dem nationalen Statistikamt auf 403.100 geschätzt und das jährliche Bevölkerungswachstum ist 3,4 Prozent. Die Bevölkerung spricht hauptsächlich Lango.

## Klima
Seit Beginn der Wetteraufzeichnungen im April 1993 schließen die monatlichen Statistiken mit einem Regenquantum von 0 mm. Der feuchteste Tag war der 1. August 2008 mit 94 % Luftfeuchtigkeit und der trockenste der 10. Januar 2008 mit nur 21 Prozent. Die täglichen Durchschnittstemperaturen steigen nur selten über die Schwelle von 30 °C und fallen sehr selten unter die 20-°C-Marke.

## Infrastruktur
Weniger als 5 % von Lira sind elektrifiziert. Lediglich in der Hauptstadt des Distriktes liegt die Quote etwas höher.

## Sehenswürdigkeiten und Kultur
- Karuma Falls
- Karuma Bridge
- Karuma Wildlife Reserve